# 科龙萨克
科龙萨克（法語：Corronsac，法語發音：[kɔʁɔ̃sak]）是法国上加龙省的一个市镇，属于图卢兹区。

## 地理
科龙萨克（43°28'24"N, 1°29'53"E）面积6.34 平方千米，位于法国奧克西塔尼大區上加龙省，该省份为法国西南部内陆省份，西南端与西班牙接壤，自此顺时针与上比利牛斯省、热尔省、塔恩-加龙省、塔恩省、奥德省和阿列日省接壤。
与科龙萨克接壤的市镇（或旧市镇、城区）包括：勒比格、欧尔维尔、代姆、埃斯帕内斯、蒙布兰洛拉盖、蓬佩尔蒂扎。

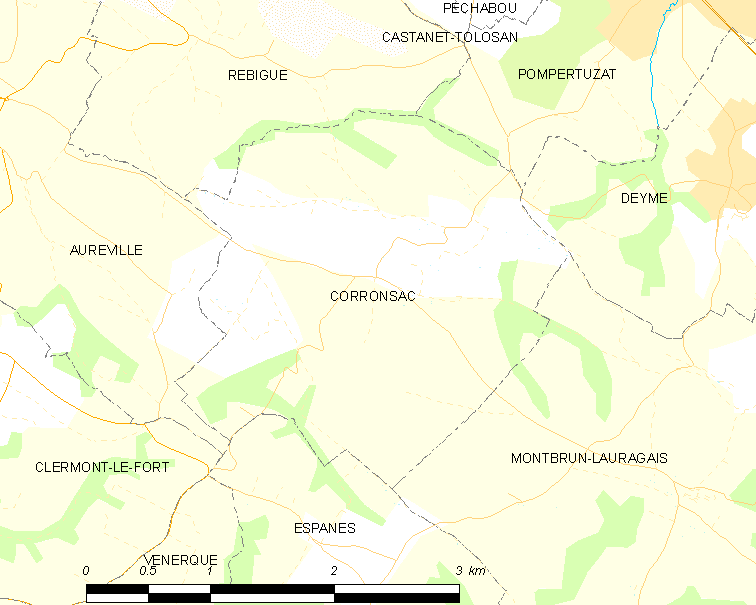
科龙萨克的OSM定位图

科龙萨克的时区为UTC+01:00、UTC+02:00（夏令时）。

## 行政
科龙萨克的邮政编码为31450，INSEE市镇编码为31151。

## 政治
科龙萨克所属的省级选区为埃斯卡尔康斯县。

## 人口

1962-2008年间科龙萨克人口变化图示

科龙萨克于2022年1月1日时的人口数量为895人。